# Élections générales britanniques de 1950 en Écosse
Des élections générales britanniques ont lieu le 23 février 1950 pour élire la 39e législature du Parlement du Royaume-Uni. L'Écosse élit 71 des 625 députés.

## Résultats
| Partis | Partis           | Partis       | Voix      | Voix  | Voix       | Total des sièges | Total des sièges | Total des sièges |
| Partis | Partis           | Partis       | Votes     | %     | +/−        | Sièges           | +/−              |                  |
| ------ | ---------------- | ------------ | --------- | ----- | ---------- | ---------------- | ---------------- | ---------------- |
|        | Travailliste     | Travailliste | 1 259 410 | 46,2  | 1,7        | 37 / 71          | stagnation       |                  |
|        | Conservateur     | Conservateur | 1 222 010 | 44,8  | 4,5        | 31 / 71          | 4                |                  |
|        | Unioniste        | 1 013 909    | 37,2      | 0,5   | 26 / 71    | 2                |                  |                  |
|        | National-libéral | 208 101      | 7,6       | 4,0   | 5 / 71     | 2                |                  |                  |
|        | Libéral          | Libéral      | 180 270   | 6,6   | 1,0        | 2 / 71           | 2                |                  |
|        | Communiste       | Communiste   | 27 559    | 1,0   | 0,4        | 0 / 71           | 1                |                  |
|        | SNP              | SNP          | 9 708     | 0,4   | 0,9        | 0 / 71           | stagnation       |                  |
|        | Autres           | Autres       | 27 727    | 1,0   | 0,7        | 1 / 71           | 2                |                  |
| Total  | Total            | Total        | 2 726 684 | 100,0 | stagnation | 71 / 71          | stagnation       |                  |